# Мормонская тропа
Мормонская тропа (англ. Mormon Trail) — маршрут длиной в 2092 километра, использовавшийся членами Церкви Иисуса Христа Святых последних дней в период с 1846 по 1868 годы.
Мормонская тропа пролегает от Нову, Иллинойс, где с 1839 по 1846 годы располагалось основное поселение Святых последнего дня, до Солт-Лейк-Сити, Юта, основанного Бригамом Янгом и его последователями в 1847 году. От Каунсил-Блаффс, Айова, до Форт-Бриджер в Вайоминге тропа следует почти тем же маршрутом, что Орегонский путь и Калифорнийская тропа.
Движение мормонских пионеров зародилось в 1846 году, когда из-за конфликтов мормонов с местным населением (см. Мормонская война в Иллинойсе) Янг принял решение покинуть Наву и основать новый дом церкви на территории Большого Бассейна. В этом же году Янг и его последователи пересекли Айову. Некоторым из них по пути было поручено основать поселения и заняться выращиванием и сбором зерновых для последующих мигрантов. Зиму 1846-47 годов переселенцы провели в Айове и прилегающих штатах, основной зимний лагерь располагался в современной Омахе, Небраска, неподалёку от реки Миссури. Летом 1847 года Янг привёл передовой отряд в долину Солт-Лейк, которая в тот момент находилась за пределами США и позже стала территорией штата Юта. В первые несколько лет сюда переселялись в основном бывшие жители Наву, последовавшие за Янгом на запад, однако позднее в число переселенцев входило всё больше новообращённых мормонов из Великобритании и Европы.
Тропа использовалась на протяжении более чем 20 лет, до окончания строительства Первой трансконтинентальной железной дороги в 1869 году.

## Ключевые точки маршрута

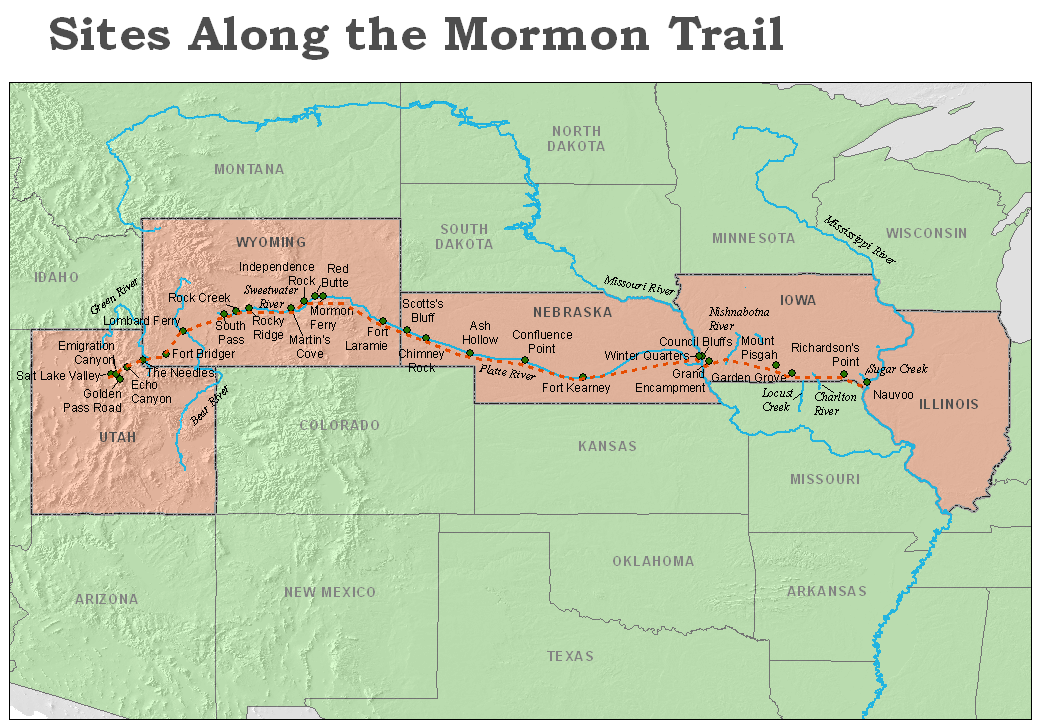
Карта Мормонской тропы

#### Иллинойс
- Наву (англ. Nauvoo) — Отправной пункт маршрута и первое основное поселение Церкви Иисуса Христа Святых последних дней.

#### Айова
- Шугар-Крик (англ. Sugar Creek), 11 км к западу от Наву — Подготовительная площадка для пути на запад через Айову. В феврале 1846 года первые пересекшие реку Миссури переселенцы начали собираться на берегах Шугар-Крик. 1 марта 2500 переселенцев отправились на запад.
- Ричардсонс-Пойнт (англ. Richardson’s Point), 56 км от Наву — В марте отряд задержался в Ричардсонс-Пойнт на 10 дней из-за проливных дождей. Первые смерти среди переселенцев случились именно здесь.
- Переправа через р. Чаритон (англ. Chariton River), 129 км от Наву — Во время переправы 27 марта Янг организовал передовой отряд переселенцев, состоявший из трёх лагерей (по сто семей в каждом) во главе с капитаном. Этот способ организации в дальнейшем будет использоваться всеми последующими мормонскими переселенцами.
- Локуст-Крик (англ. Locust Creek), 166 км от Наву — Здесь Уильям Клейтон, секретарь Янга, написал «Вперёд, Святые» («Come, Come Ye Saints») — один из самых известных мормонских гимнов.
- Гарден-Гроув (англ. Garden Grove), 206 км от Наву — 23 апреля 1846 года переселенцы основали первое поселение, получившее название Гарден Гроув. Поселенцы засеяли почти 300 гектаров, чтобы обеспечить пищей последующих эмигрантов. Около 600 переселенцев обосновались в Гарден Гроув. В 1852 году они переехали в Юту, однако поселение существует и по сей день.
- Маунт-Фасги (англ. Mount Pisgah), 246 км от Наву — Вступив на территорию Потаватоми, эмигранты основали ещё одно поселение, названное Маунт-Фасги. Около 700 членов церкви Святых последних дней жили здесь с 1846 по 1852 годы. Сейчас на этом месте расположен государственный парк.
- Переправа через р. Нишнаботна (англ. Nishnabotna River), 373 км от Наву
- Большой Лагерь (англ. Grand Encampement), 410 км от Наву — От р. Нишнаботна маршрут следует к Москито-Крик, восточной окраине современного Каунсил-Блаффс. Первый отряд переселенцев прибыл сюда 13 июня 1846 года, и по мере сбора отрядов образовался Большой Лагерь. Отсюда 20 июля 1846 года на Американо-мексиканскую войну отправился Мормонский батальон.
- Кейнсвилль, позднее Каунсил-Блафс (Kanesville/Council Bluffs), 426 км от Наву — Эмигранты основали важное поселение на берегу реки Миссури, которое с 1846 по 1852 год было перевалочным пунктом для групп переселенцев, направлявшихся на территорию современной Юты.

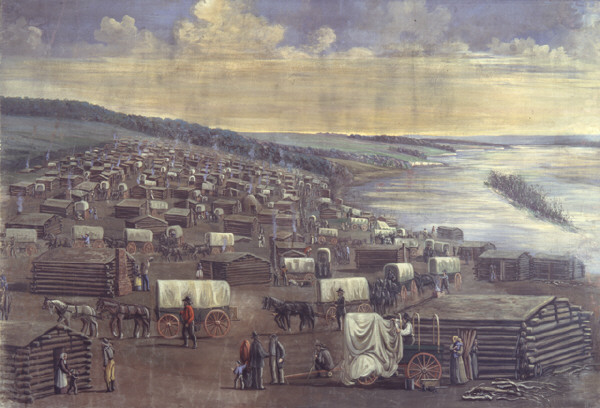
Винтер-Куортерс

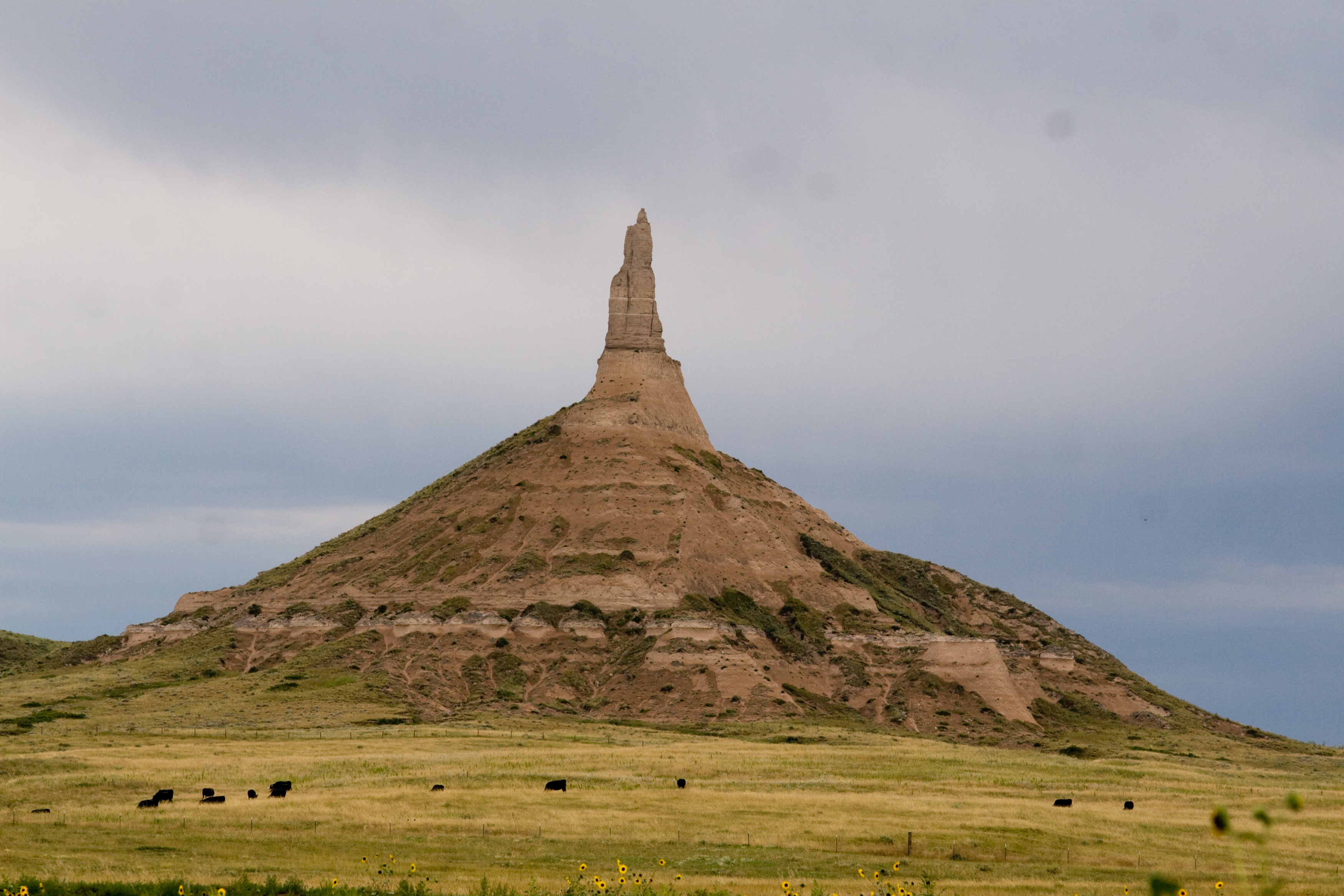
Чимни-рок

#### Небраска
- Винтер-Куортерс (англ. Winter Quarters), 428 км от Наву — Несмотря на то, что Янг планировал добраться до долины Солт-Лейк в 1846 году, недостаточность подготовки переселенцев стала очевидной. Более того, отправка Мормонского батальона вызвала нехватку рабочей силы, и Янг принял решение остаться на зимовку на реке Миссури. Переселенцы расположились на обоих берегах реки, но их поселение на западной стороне, Зимние квартиры, было самым большим. Было построено 700 жилищ, и примерно 3500 последователей Церкви Святых последних дней провели здесь зиму 1846-47 годов, многие эмигранты также жили здесь зимой 1847-48 годов. Такие болезни, как чахотка, цинга и малярия были обычным делом: с сентября 1846 года по май 1848 умерло 359 человек. Тем не менее, в Винтер-Куортерс эмигранты могли пополнить запасы и снарядиться для дальнейшего продолжения пути на запад. Поселение позже было переименовано во Флоренс и сейчас является частью города Омаха.
- р. Элкхорн (англ. Elkhorn River), 472 км от Наву
- р. Платт (англ. Platte River), 491 км от Наву (Platte River) — на протяжении сотен километров дорога проходила вдоль реки Платт. Бытовало мнение, что северный берег реки более безопасен, из-за чего большинство мормонов двигалось именно по этой стороне, что, в свою очередь, уберегало их от контакта с бывшими неприятелями, такими, как эмигранты из Миссури или Иллинойса. В некоторые годы движение было настолько активным, что пополнить припасы на берегах реки было попросту невозможно. Недостаток провизии и риск заражения болезнями делали путешествие вдоль неё смертельной авантюрой.
- р. Лоуп (англ. Loup Fork) (566 км от Наву)
- Форт-Кирни (англ. Fort Kearney), 755 км от Наву — укрепление, основанное в июне 1848 года.
- Конфлюэнс-Пойнт (Confluence Point), 906 км от Наву — 11 мая 1847 года, неподалёку от слияния северного и южного русел реки Платт, на одну из тележек был установлен «путеизмеритель», показания которого Уильям Клейтон использовал в своём знаменитом «Latter-day Saints' Emigrants' Guide».
- Эш-Холлоу (англ. Ash Hollow), 1044 км от Наву
- Скала Чимни-рок (англ. Chimney Rock), 1156 км от Наву — Чимни-рок — самый, может быть, значимый ориентир на Мормонской тропе. Многие рисовали скалу в своих дневниках и выцарапывали на ней свои имена.
- Скоттс-Блафф (англ. Scotts Bluff), 1188 км от Наву — скала носит имя Хайрама Скотта, охотника Американской меховой компании, который заболел и потому был брошен здесь своими компаньонами.

#### Вайоминг

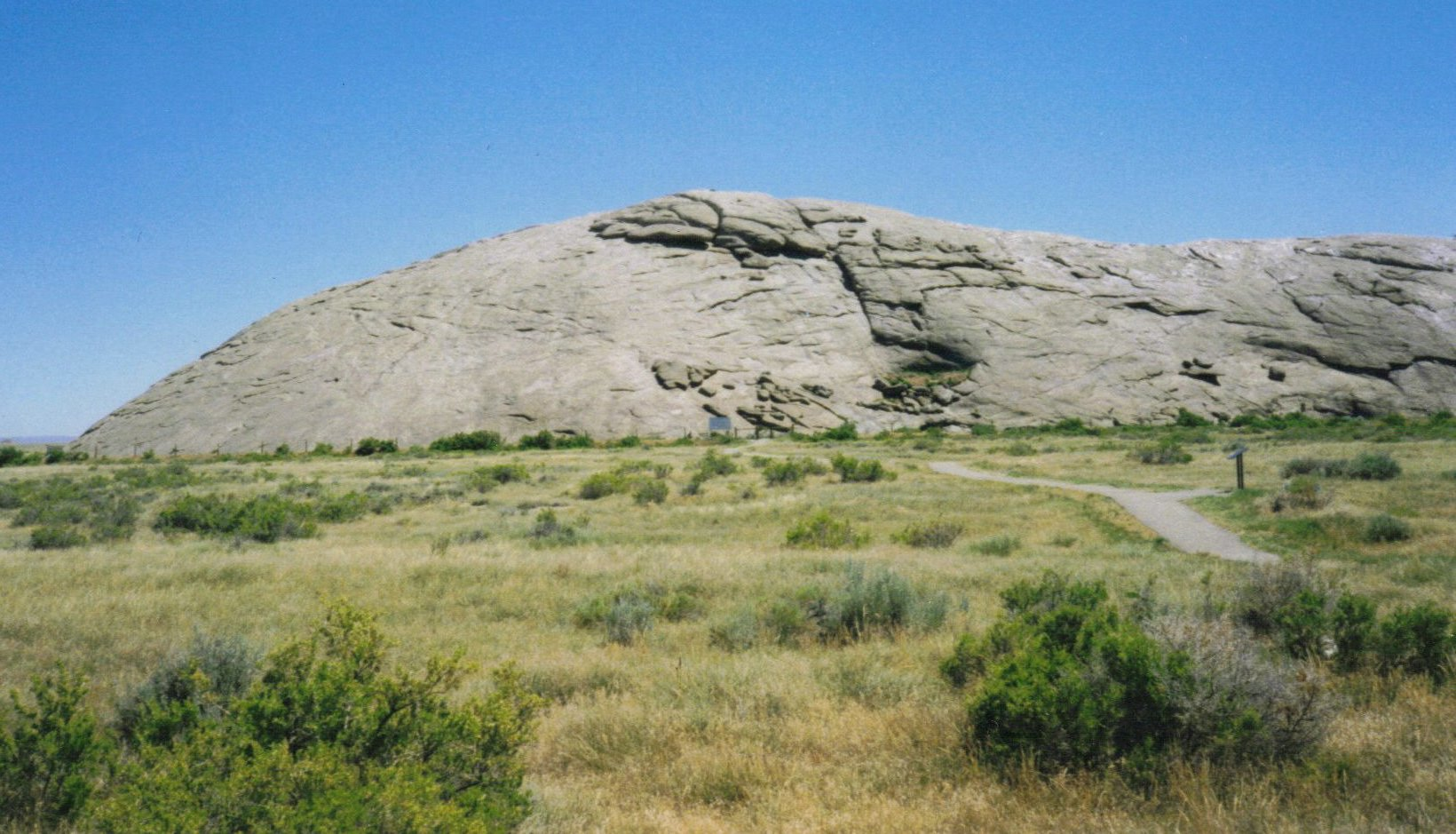
Индепенденс-рок

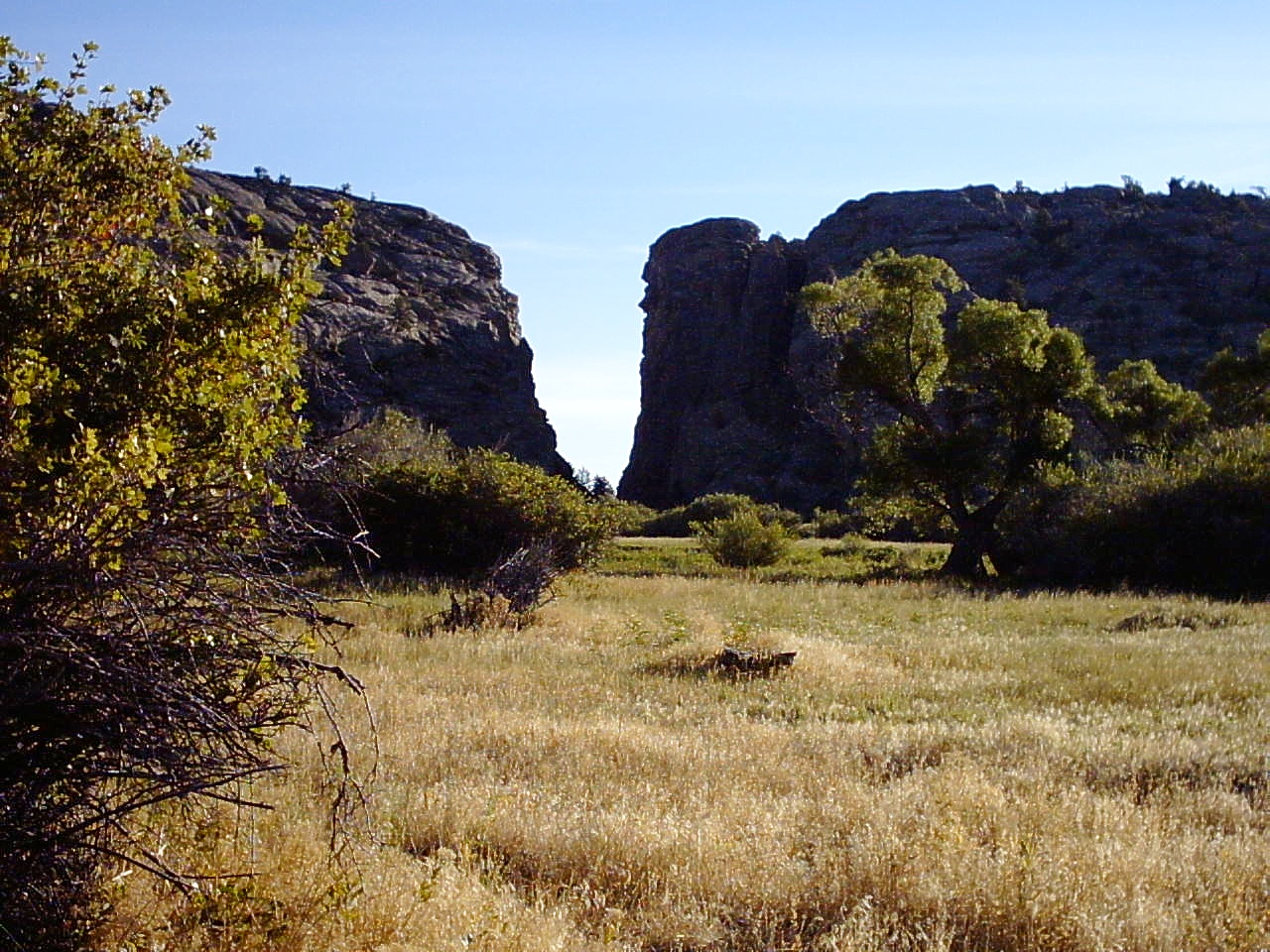
Врата Дьявола

- Форт-Ларами (англ. Fort Laramie), 1268 км от Наву — Этот военный и тороговый пост служил эмигрантам как место отдыха и пополнения запасов продовольствия.
- Мормонская переправа (англ. Mormon Ferry), 1471 км от Наву — Переправа через р. Платт неподалёку от современного Каспера. В течение нескольких лет Святые последних дней управляли переправой, получая доход с эмигрантов, направляющихся в Орегон и Калифорнию. Переправа была закрыта в 1853 году после постройки платного моста через реку.
- Ред-Бьютт (англ. Red Butte), 1513 км от Наву — Самая трагическая точка на карте Мормонской тропы. Когда в октябре 1856 года отряд Мартина расположился здесь лагерем, начался сильный снегопад. Отряд задержался здесь на 9 дней, за это время от холода и болезней умерло 56 человек.
- р. Свитуотер (англ. Sweetwater River), 1551 км от Наву — Для того, чтобы сократить путь, переселенцам приходилось пересекать извилистую реку в общей сложности девять раз.
- Скала Индепенденс-Рок (англ. Independence Rock), 1553 км от Наву — Один из наиболее известных ориентиров Тропы. Многие эмигранты выцарапывали свои имена на скале, некоторые из них видны до сих пор. Мормоны часто отмечали своё прибытие на это место танцем.
- Врата Дьявола (англ. Devil’s Gate), 1561 км от Наву — Узкая расщелина в скалах, где располагался небольшой форт.
- Пещера Мартина (англ. Martin’s Cove), 1598 км от Наву — В 1856 году отряд Мартина разбил здесь лагерь, чтобы переждать очередной снегопад.
- Горный хребет Роки-Ридж (англ. Rocky Ridge), 1670 км от Наву
- Рок-Крик (англ. Rock Creek), 1687 км от Наву
- Саус-Пасс (англ. South Pass) 1714 км от Наву — перевал на Континентальном разделе шириной в 20 километров, расположенный между современными Атлантик-Сити и Фарсоном.
- Грин-Ривер/Переправа Ломбард (англ. Green River/Lombard Ferry), 1815 км от Наву — Тропа пересекает реку Грин-Ривер между современными Фарсоном и Грейнджером. Святые последнего дня управляли переправой в этом месте, зарабатывая деньги для оказания помощи направляющимся в Юту членов церкви.
- Форт-Бриджер (англ. Fort Bridger), 1904 км от Наву — торговый пост, основанный в 1842 году Джимом Бриджером. В этом месте разделялись Мормонская тропа, Орегонский путь и Калифорнийская тропа. В 1857 году Форт-Бриджер был куплен мормонами за $8000.
- Медвежья река (англ. Bear River), 1957 км от Наву — Одна из последних переправ на пути.
- Иглы (англ. The Needles), 1989 км от Наву — группа скал характерной формы на границе Юты и Вайоминга.

#### Юта

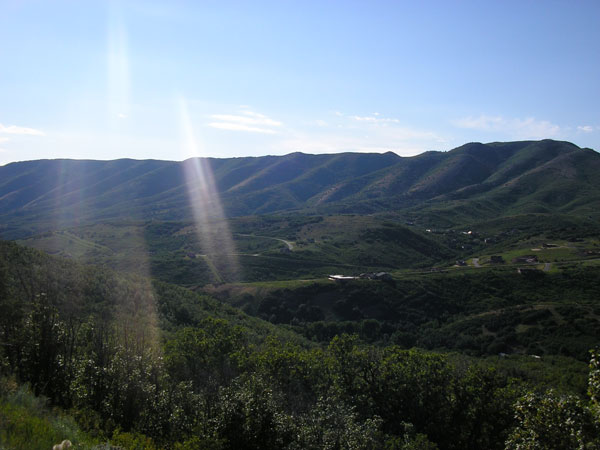
Каньон Переселенцев

- Каньон Эхо (англ. Echo Canyon), 2005 км от Наву — Глубокий и узкий каньон, представляющий собой природную эхокамеру.
- Биг-Маунтин (англ. Big Mountain), 2058 км от Наву — Самая высокая точка на протяжении всей Мормонской тропы — 2560 метров.
- Дорога Голден-Пасс (англ. Golden Pass Road), 2062 км от Наву — Дорога получила своё название во времена Золотой лихорадки — золотодобытчики использовали её, чтобы попасть в Калифорнию. Сейчас здесь проходит автомагистраль I-80.
- Каньон Переселенцев (англ. Emigration Canyon), 2065 км от Наву — Последнее препятствие на пути в долину Солт-Лейк.
- Долина Солт-Лейк (англ.Salt Lake Valley), 2087 км от Наву — хотя Долина и имела символическое значение для всех переселенцев, знаменуя окончание путешествия длиной более чем в год, далеко не все Святые поселились здесь. Расселение за пределами долины началось в 1848 году, и мормоны основали более 600 поселений от канадской до мексиканской границ.